# 정칙 이차 미분
리만 곡면 이론에서, 정칙 이차 미분(正則二次微分, 영어: holomorphic quadratic differential)은  표준 선다발의 2차 텐서곱의 정칙 단면이다.

## 정의
리만 곡면 {\displaystyle \Sigma } 위의 정칙 이차 미분은 그 표준 선다발의 2차 텐서곱의 정칙 단면이다. 즉, 정칙 이차 미분의 공간은 다음과 같은 층 코호몰로지이다.:§4
{\displaystyle \operatorname {H} ^{0}(\Sigma ,K_{\Sigma }^{\otimes 2})}
여기서 {\displaystyle K_{\Sigma }}는 {\displaystyle \Sigma }의 표준 선다발이다. 즉, {\displaystyle \Sigma }의 국소 좌표를 {\displaystyle z}라고 하면, 정칙 이차 미분은 국소적으로
{\displaystyle f(z)\,\mathrm {d} z^{2}}
의 꼴이다.

### 표준 좌표계
리만 곡면 {\displaystyle \Sigma } 위의 정칙 이차 미분 {\displaystyle q(z)=f(z)\;\mathrm {d} z^{2}}가 주어졌다고 하고, 임의의 점 {\displaystyle z_{0}\in \Sigma }에 대하여 {\displaystyle q|_{z_{0}}\neq 0}이라고 하자. 그렇다면, {\displaystyle z_{0}}의 어떤 (충분히 작은) 근방 {\displaystyle U\ni z_{0}}에 다음과 같은 국소 좌표계를 정의할 수 있다.
{\displaystyle w\colon U\to \mathbb {C} }
{\displaystyle w\colon z_{1}\mapsto \int _{z_{0}}^{z_{1}}{\sqrt {q}}=\int _{z_{0}}^{z_{1}}{\sqrt {f(z)}}\,\mathrm {d} z}
이를 {\displaystyle q}로부터 정의되는 표준 좌표계(瓢樽座標系, 영어: canonical coordinate)라고 한다.
또한, {\displaystyle \{z\in \Sigma \colon q|_{z}\neq 0\}}에서, 리만 계량
{\displaystyle |f(z)|\,\mathrm {d} z\,\mathrm {d} {\bar {z}}=|f(z)|\,\left(\mathrm {d} x^{2}+\mathrm {d} y^{2}\right)}
를 정의할 수 있다 ({\displaystyle z=x+\mathrm {i} y}). 이 리만 계량의 리만 곡률은 0이다.

### 수직엽과 수평엽
다음 데이터가 주어졌다고 하자.
- 리만 곡면 {\displaystyle \Sigma }
- {\displaystyle \Sigma }의 한 점 {\displaystyle z_{0}\in \Sigma }
- {\displaystyle \Sigma \setminus \{z_{0}\}} 위의 정칙 이차 미분 {\displaystyle q}. 또한, {\displaystyle q}가 {\displaystyle z_{0}} 근처에서 {\displaystyle k}차 극을 갖는다고 하자. 즉, {\displaystyle q}는 {\displaystyle z_{0}} 근처에서 다음과 같은 꼴을 갖는다.
{\displaystyle q(z)\sim {\frac {O(1)}{(z-z_{0})^{k}}}\mathrm {d} z^{2}}

그렇다면, 만약 어떤 연속 미분 가능 곡선
{\displaystyle \gamma \colon (a,b)\to \Sigma }
에 대하여 다음과 같은 두 조건을 생각하자.
㉠ {\displaystyle \forall t\in (a,b)\colon q|_{\gamma (t)}\left({\dot {\gamma }}(t),{\dot {\gamma }}(t)\right)\in \mathbb {R} ^{+}\subsetneq \mathbb {C} }
㉡ {\displaystyle \forall t\in (a,b)\colon q|_{\gamma (t)}\left({\dot {\gamma }}(t),{\dot {\gamma }}(t)\right)\in \mathbb {R} ^{-}\subsetneq \mathbb {C} }
이 두 조건은 매개 변수의 재정의 {\displaystyle \gamma \mapsto \gamma \circ f}에 대하여 (만약 {\displaystyle \forall t\colon f'(t)\neq 0}라면) 불변이다. 즉, 이들은 단순히 {\displaystyle \Sigma }의 부분 집합으로 취급할 수 있다. ㉠을 만족시키는 이러한 부분 집합들 가운데, 포함 관계에 대하여 극대 원소인 것을  {\displaystyle q}의 수평엽(水平葉, 영어: horizontal leaf)이라고 한다. 마찬가지로, ㉡을 만족시키는 이러한 부분 집합들 가운데, 포함 관계에 대하여 극대 원소인 것을 {\displaystyle q}의 수직엽(垂直葉, 영어: vertical leaf)이라고 한다.

## 성질
리만 곡면 {\displaystyle \Sigma } 위의 정칙 이차 미분의 벡터 공간은 그 타이히뮐러 공간의 공변접공간과 표준적으로 동형이다.
리만 곡면 {\displaystyle \Sigma } 위의 정칙 이차 미분 {\displaystyle q}의 수직엽들의 족은 리만 곡면 {\displaystyle \{z\in \Sigma \colon q|_{z}\neq 0\}}의 (실수) 여차원 1의 엽층을 이루며, {\displaystyle q}의 수평엽들의 족 역시 마찬가지다.

### 슈트레벨 미분
다음 데이터가 주어졌다고 하자.
- 종수 {\displaystyle g}의 연결 콤팩트 리만 곡면 {\displaystyle \Sigma } ({\displaystyle g\geq 0}).
- {\displaystyle \Sigma } 속의 유한 집합 {\displaystyle \{z_{1},\dotsc ,z_{n}\}\subseteq \Sigma }. 또한, {\displaystyle \min\{0,2-2g\}<n}이다. (즉, {\displaystyle g=0}일 때는 {\displaystyle n\geq 3}이며, {\displaystyle g\geq 1}일 때는 {\displaystyle n\geq 1}이다.)
- 각 {\displaystyle z_{i}}에 대하여, 양의 실수 {\displaystyle t_{i}\in \mathbb {R} ^{+}}.

그렇다면, 다음 조건들을 만족시키는 유일한 정칙 이차 미분
{\displaystyle q\in \Gamma (\Sigma \setminus \{z_{1},\dotsc ,z_{n}\},\operatorname {Sym} ^{2}K_{\Sigma })}
이 존재하며, 이를 {\displaystyle q}의 슈트레벨 미분(Strebel微分, 영어: Strebel differential)이라고 한다.:Theorem 4.2
- {\displaystyle q}는 각 {\displaystyle z_{i}} 근처에서, 국소적으로 다음과 같이 2차 극을 갖는다.
{\displaystyle q(z)={\frac {O(1)}{(z-z_{i})^{2}}}(\mathrm {d} z)^{2}}
- {\displaystyle q}의 수평엽들 가운데, 콤팩트 공간이 아닌 것들의 합집합은 르베그 측도 0인 닫힌집합이다.
- {\displaystyle q}의 수평엽들 가운데, 콤팩트 공간인 것 {\displaystyle \gamma \subseteq M}은 항상 어떤 {\displaystyle z_{i}\in \{z_{1},\dotsc ,z_{n}\}}을 한 번 휘감는 폐곡선이며, 또한 다음 조건을 만족시킨다. (여기서, 제곱근의 분지는 이 적분이 양수가 되게 택한다.)
{\displaystyle t_{i}=\oint _{\gamma }{\sqrt {q}}}

## 예

### 상수 정칙 이차 미분

의 수평엽(푸른 선)과 수직엽(붉은 선)

비콤팩트 리만 곡면인 복소평면 {\displaystyle \mathbb {C} } 위의 상수 정칙 이차 적분
{\displaystyle q=\mathrm {d} z^{2}}
을 생각하자. 이는 영점을 갖지 않는다.
이 경우, 수평엽의 조건은
{\displaystyle {\dot {\gamma }}^{2}\in \mathbb {R} ^{+}\subsetneq \mathbb {C} }
인 것이다. 즉, {\displaystyle {\dot {\gamma }}\in \mathbb {R} \setminus \{0\}}이어야 한다. 이에 따라, 수평엽들은 다음과 같은 수평선들이다.
{\displaystyle \mathbb {R} +\mathrm {i} t\qquad (t\in \mathbb {R} )}
마찬가지로, 수직엽의 조건은
{\displaystyle {\dot {\gamma }}^{2}\in \mathbb {R} ^{-}\subsetneq \mathbb {C} }
인 것이다. 즉, {\displaystyle {\dot {\gamma }}\in \mathrm {i} \mathbb {R} \setminus \{0\}}이어야 한다. 이에 따라, 수직엽들은 다음과 같은 수직선들이다.
{\displaystyle \mathrm {i} \mathbb {R} +t\qquad (t\in \mathbb {R} )}
이들은 물론 각각 복소평면의 엽층을 이룬다.
보다 일반적으로, 임의의 리만 곡면 {\displaystyle \Sigma } 및 임의의 {\displaystyle z\in \Sigma } 및 임의의 정칙 이차 적분 {\displaystyle q}에 대하여, 만약 {\displaystyle q|_{z}\neq 0}이라면, {\displaystyle z}의 충분히 작은 근방 {\displaystyle U\ni z}에서 {\displaystyle q\upharpoonright U}는 (표준 좌표계에서) 상수 정칙 이차 미분이 되며, 표준 좌표계에서 수평엽과 수직엽은 위와 같이 (복소구조로 정의되는 등각 계량에 대하여) 서로 직교한다.:Proposition 4.1

### 2차 극 근처의 정칙 이차 미분
복소평면 위의 정칙 이차 미분
{\displaystyle q={\frac {\mathrm {d} z^{2}}{z^{2}}}}
를 생각하자. 그렇다면, 수평엽의 조건은
{\displaystyle {\dot {\gamma }}(z)\in z\mathbb {R} }

의 수평엽(푸른 반직선)과 수직엽(붉은 원)

이므로, 수평엽은 원점에서 시작하는 반직선
{\displaystyle t\mapsto t\exp(\mathrm {i} \theta )\qquad (\theta \in \mathbb {R} )}
이다. 마찬가지로, 수직엽의 조건은
{\displaystyle {\dot {\gamma }}(z)\in \mathrm {i} z\mathbb {R} }
이므로, 수직엽은 원점을 중심으로 하는 원
{\displaystyle t\mapsto r\exp(\mathrm {i} t)\qquad (r\in \mathbb {R} ^{+})}
의 꼴이다.

## 역사
슈트레벨 미분은 스위스의 수학자 쿠르트 슈트레벨(독일어: Kurt Strebel, 1921~2013)이 도입하였다.